# The Wolf Men
The Wolf Men, auch bekannt als Wolves and the Wolf Men, ist ein 1969 erschienener Dokumentarfilm über Wölfe. Der Film von Irwin Rosten wurde 1970 für den Oscar als bester Dokumentarfilm nominiert.
The Wolf Men befasst sich mit den Menschen, die Wölfe erforschen und den Bestrebungen das Aussterben der Wölfe zu verhindern. James Coburn führt den Zuschauer durch den Dokumentarfilm.
Der Film entstand als Teil der GE Monogram Series für den Sender NBC. Gedreht wurde die Dokumentation in der nördlichen Prärie der USA und im Bundesstaat Alaska. Bei der Erstausstrahlung am 18. November 1969 sahen 30 Millionen Zuschauer die Sendung.